# Lijst van voetbalstadions in Estland
Dit is een lijst van voetbalstadions in Estland, gerangschikt in volgorde van capaciteit.

## Huidige stadions van betaaldvoetbalclubs
| Nr. | Foto | Stadion                        | Capaciteit | Plaats       | Bespeler                               | Opening |
| --- | ---- | ------------------------------ | ---------- | ------------ | -------------------------------------- | ------- |
| 1   |      | Kalevi Keskstaadion            | 12.000     | Tallinn      | JK Kalev Tallinn                       | 2001    |
| 2   |      | A. Le Coq Arena                | 9.692      | Tallinn      | FC Flora Tallinn Estisch voetbalelftal | –       |
| 3   |      | Kadriorustadion                | 5.000      | Tallinn      | FC Levadia Tallinn                     | 1926    |
| 4   |      | Narva Kreenholmi Staadion      | 3.000      | Narva        | JK Trans Narva                         | –       |
| 5   |      | Rakvere linnastaadion          | 2.500      | Rakvere      | Rakvere JK Tarvas                      | –       |
| 6   |      | Kohtla-Järve-stadion           | 2.200      | Kohtla-Järve | Kohtla-Järve JK Järve                  | –       |
| 7   |      | Viimsistadion                  | 2.000      | Haabneeme    | –                                      | –       |
| 8   |      | Tamme Staadion                 | 1.600      | Tartu        | JK Tammeka Tartu                       | –       |
| 9   |      | Pärnu Rannastaadion            | 1.500      | Pärnu        | Pärnu Linnameeskond                    | –       |
| 10  |      | Viljandi linnastaadion         | 1.006      | Viljandi     | JK Tulevik Viljandi                    | –       |
| 11  |      | Kuressaare linnastadion        | 1.000      | Kuressaare   | FC Kuressaare                          | –       |
| 12  |      | Sillamäe Kalevi Staadion       | 800        | Sillamäe     | JK Sillamäe Kalev                      | –       |
| 13  |      | Pirita Velodrome               | 800        | Tallinn      | –                                      | –       |
| 14  |      | Jõhvi linnastadion             | 500        | Jõhvi        | Jõhvi FC Lokomotiv                     | –       |
| 15  |      | Sportland Arena                | 500        | Tallinn      | –                                      | –       |
| 16  |      | Valga Keskstadion              | 450        | Valga        | FC Warrior Valga                       | 1956    |
| 17  |      | Hiiustadion                    | 300        | Tallinn      | Nõmme JK Kalju                         | –       |
| 18  |      | Paide Ühisgümnaasiumi staadion | 268        | Paide        | Paide Linnameeskond                    | –       |